# Aeroporto Internacional Capitán FAP Carlos Martínez de Pinillos
O Aeroporto Cap. FAP Carlos Martínez de Pinillos  ((IATA: TRU, ICAO: SPRU) é um  aeroporto internacional localizado em Trujillo, Peru. É administrado desde março de 2008 pela empresa  Aeropuertos del Perú,empresa privada que ganhou a concessão do aeroporto em 2006.
Este aeroporto conta com uma pista de aterrissagem de cerca de 3,024 km podendo receber aeronaves como o Boeing-747-400. É a principal porta de entrada para os turistas que visitam a cidade de Trujillo e as ruínas de Chan Chan, a maior cidade de adobe do mundo.

## Terminal e destinos
| Companhias | Destinos |
| ---------- | -------- |
| LAN Perú   | Lima     |
| Star Perú  | Lima     |